# Rostock
Rostock er en by og hansestad i det nordøstlige Tyskland, beliggende i delstaten Mecklenburg-Vorpommern nær floden Warnows udmunding i Østersøen. Byen har 207.513 indbyggere (31.12.2016)[kilde mangler] og fik som tysk by købstadsrettigheder allerede i 1218, men blev oprindelig grundlagt af de slaviske vendere.
Rostocks universitet (Universität Rostock) blev grundlagt i 1419 som det første nordeuropæiske universitet, og det fik stor betydning for østersøområdet; blandt andet stammede en betydelig del af de studerende fra Danmark frem til etableringen af tilsvarende uddannelsesinstutioner i Lund og København. Rostock var i middelalderen en vigtig by i Hanseforbundet.
Havnen i Rostock er i dag landets tredjestørste østersøhavn, med blandt andet færgetrafik til Gedser samt Trelleborg i Skåne.
Byens overborgmester var fra 2019 til 2022 Claus Ruhe Madsen, der er dansk statsborger. Han har boet i Tyskland siden 1992, og var den første borgmester i en tysk storby uden tysk statsborgerskab.

## Historie
I DDR-tiden var havnen og yderhavnen ved Warnemünde landets absolut vigtigste. Her findes bl.a. værfter, maskin- og motorindustri, kemisk produktion og fiskeforædling.

## Galleri
- Steintor, byport i Rostock
- Kröpeliner Straße ("Kröpi"), berømte shoppinggade
- Isbryderen Stephan Jantzen i Rostock havn
- Warnemünde, badebyen Rostock